# Лейрис, Мишель
Мишель Лейрис, правильнее Лерис (фр. Michel Leiris, 20 апреля 1901, Париж — 30 сентября 1990, Сент-Илер) — французский писатель и этнолог.

## Биография и творчество
Племянник Р. Русселя. В 1920—1930-х был близок к сюрреалистам, печатался в журнале «Сюрреалистическая революция», дружил с Максом Жакобом, Массоном, Пикассо, Кайуа, Батаем и Карлом Эйнштейном, участвовал в издании их журнала «Докюман», в работе Коллежа социологии. Принимал участие в этнологической экспедиции Марселя Гриоля «Миссия Дакар-Джибути» (1931—1933). По возвращении прослушал курс Марселя Мосса в Институте этнологии, возглавил отдел Африки в Этнографическом музее Трокадеро (позднее — Музей человека), опубликовал дневник африканской поездки «Призрачная Африка» (1934). Основной предмет этнологических интересов Лейриса — возможность и разнообразные формы сакрального в современной повседневной жизни.
В 1929—1935 прошел курс психоанализа, обратился к автобиографическому жанру («Пора зрелости», 1939; тетралогия «Правила игры», 1948—1976). После Второй мировой войны сблизился с Сартром, активно участвовал в работе его журнала «Les Temps Modernes». После 1945 вместе с социологом Жоржем Баландье основал журнал «Презанс Африкэн», выступил одним из деятельных противников французского колониализма, подписал «Манифест 121» (1960), отстаивающий право алжирского народа на сопротивление.
Оставил объёмистый и нелицеприятный «Дневник» (1992), эссе о современных художниках (Фрэнсис Бэкон, Джакометти и др.), со многими из которых дружил. Известен портрет Лейриса работы Ф. Бэкона (1976).

## Произведения
- Simulacre (1925, стихотворения, иллюстрации А.Массона)
- Le Point cardinal (1927, стихотворения)
- L’Afrique fantôme (1934, этнологический дневник)
- Tauromachies (1937, стихотворения, иллюстрации А.Массона)
- Glossaire j’y serre mes gloses (1939, стихотворения, иллюстрации А.Массона)
- L'Âge d’homme (1939)
- Haut Mal (1943, стихотворения)
- Aurora (1946, роман)
- Biffures (1948, первая книга автобиографической тетралогии «Правила игры»)
- La langue secrète des Dogons de Sanga (1948)
- Fourbis (1955, второй том «Правил игры»)
- La possession et ses aspects théatraux chez les Éthiopien de Gondar (1958)
- Vivantes cendres, innommées (1961, стихотворения, иллюстрации Джакометти)
- Nuits sans nuit et quelques jours sans jour (1961)
- Grande fuite de neige (1964)
- Fibrilles (1966, третий том «Правил игры»)
- Brisées (1966, эссе)
- Afrique noire: la création plastique (1967)
- Cinq études d’ethnologie (1969)
- Mots sans Mémoire (1969, избранные стихотворения)
- Wifredo Lam (1970)
- André Masson, «Massacres» et autres dessins (1971)
- Francis Bacon ou la vérité criante (1974)
- Frêle Bruit (1976, четвёртый том «Правил игры»)
- Alberto Giacometti (1978, в соавторстве с Ж.Дюпеном)
- Au verso des images (1980, эссе о художниках)
- Langage tangage (1985, стихотворения)
- Francis Bacon (1987)
- Roussel l’ingénu (1987)
- À cor et à cri (1988)
- Bacon le hors-la-loi (1989)
- Zébrage (1992, эссе)
- Journal 1922—1989 (1992, дневники)
- Operratiques (1992, заметки об опере)
- Journal de Chine (1994)
- L’Homme sans honneur. Notes pour le sacré dans la vie quotidienne (1994)
- Miroir de l’Afrique (1996, свод этнологических трудов)
- Correspondance 1938—1958 (2002)
- Écrits sur l’art (2011)

## Публикации на русском языке
- Стихи и эссе // Иностранная литература, 2002, № 6
- Возраст мужчины. СПб: Наука, 2002
- Стихи // Поэзия французского сюрреализма. СПб: Амфора, 2003, с. 269—282, 414—429
- Коллеж социологии. 1937—1939 / Сост. Дени Олье. СПб: Наука, 2004
- Большая игра Фрэнсиса Бэкона. Промыслы и ремесла Марселя Дюшана // Пространство другими словами: Французские поэты XX века об образе в искусстве. СПб: Издательство Ивана Лимбаха, 2005, с. 115—122.